# Province de Palencia
Pour les articles homonymes, voir Palencia (homonymie).
La province de Palencia (en espagnol : Provincia de Palencia) est une des neuf provinces de la communauté autonome de Castille-et-León, dans le nord-ouest de l'Espagne. Sa capitale est la ville de Palencia.

## Géographie
La province de Palencia est bordée au nord par la Cantabrie, à l'est par la province de Burgos, au sud par la province de Valladolid et à l'ouest par la province de León.

## Subdivisions

### Comarques
La province compte quatre comarques :
- Cerrato Palentino
- Montaña Palentina
- Páramos Valles
- Tierra de Campos

### Communes
La province compte 191 communes (municipios en espagnol).
.